# Zagumnie (Turbia)
Zagumnie – część wsi Turbia położona w Polsce,  w województwie podkarpackim, w powiecie stalowowolskim, w gminie Zaleszany.
W latach 1975–1998 Zagumnie należało administracyjnie do województwa tarnobrzeskiego.